# Jardín botánico de South Bay
El Jardín botánico de South Bay en inglés : South Bay Botanic Gardens, es un jardín botánico de 4 acres (6,187 m²) de extensión, de administración privada, situado en el campus del Southwestern College, en Chula Vista, California.

## Localización
El jardín está situado en el campus de Southwestern College en el este de Chula Vista, a unos 8 kilómetros del Océano Pacífico al oeste y a 5 millas de la frontera con México al sur. A 20 minutos en automóvil del centro de San Diego.
South Bay Botanic Gardens Southwestern College 900 Otay Lakes Road Chula Vista, San Diego county California 91910 United States of America-Estados Unidos de América.
Planos y vistas satelitales.32°38′32.8344″N 116°59′42.6912″O / 32.642454000, -116.995192000

## Historia
Aunque el jardín botánico de South Bay fue creado oficialmente en enero de 2008, su historia comenzó en realidad en 1974. Como un programa nuevo de horticultura del colegio, el jardín comenzó como un campo vacío, un invernadero y ninguna planta. 
Sin embargo, gracias al esfuerzo de un sinnúmero de estudiantes de aprendizaje en las habilidades de la plantación y diseño de paisajes de jardinería en zonas de condiciones climáticas duras, el jardín se ha convertido en un entorno similar a un parque con cientos de diferentes variedades de plantas.

## Colecciones
El jardín botánico de South Bay se compone en colecciones de árboles, arbustos, plantas ornamentales, cubiertas de jardines, céspedes y juegos de agua, todo enmarcado en un ambiente agradable. 
Como parte del "Landscape and Nursery Technology Program at Southwestern College" (Programa de paisajismo y tecnología de viveros en el Southwestern College), el jardín sigue siendo un centro de aprendizaje para los estudiantes que siguen carreras en los campos hortícolas. 